# Паланєк-Покупський
Паланєк-Покупський (хорв. Palanjek Pokupski) — населений пункт у Хорватії, у Сисацько-Мославинській жупанії у складі громади Лекеник.

## Населення
Населення за даними перепису 2011 року становило 9 осіб.
Динаміка чисельності населення поселення:

## Клімат
Середня річна температура становить 10,73 °C, середня максимальна – 25,03 °C, а середня мінімальна – -5,70 °C. Середня річна кількість опадів – 939 мм.
| Клімат поселення                              | Клімат поселення | Клімат поселення | Клімат поселення | Клімат поселення | Клімат поселення | Клімат поселення | Клімат поселення | Клімат поселення | Клімат поселення | Клімат поселення | Клімат поселення | Клімат поселення | Клімат поселення |
| Показник                                      | Січ.             | Лют.             | Бер.             | Квіт.            | Трав.            | Черв.            | Лип.             | Серп.            | Вер.             | Жовт.            | Лист.            | Груд.            |                  |
| Середній максимум, °C                         | 7,13             | 8,75             | 13,02            | 17,25            | 21,89            | 25,03            | 23,60            | 22,95            | 19,33            | 14,33            | 8,99             | 4,81             |                  |
| Середня температура, °C                       | 0,71             | 2,34             | 6,59             | 10,86            | 15,47            | 18,60            | 20,29            | 19,62            | 16,00            | 11,02            | 5,67             | 1,50             |                  |
| Середній мінімум, °C                          | −5,7             | −4,08            | 0,20             | 4,42             | 9,04             | 12,20            | 16,99            | 16,32            | 12,70            | 7,72             | 2,38             | −1,81            |                  |
| Норма опадів, мм                              | 57               | 54               | 64               | 76               | 81               | 94               | 84               | 89               | 87               | 89               | 93               | 71               |                  |
| Середньомісячна швидкість вітру, м/с          | 1.78             | 1.91             | 2.35             | 2.20             | 2.04             | 1.90             | 1.80             | 1.70             | 1.68             | 1.72             | 1.80             | 1.80             |                  |
| Середньомісячна сонячна радіація, кДж/м²·день | 4233             | 6984             | 10594            | 15032            | 19297            | 21232            | 22350            | 19412            | 14367            | 8899             | 4708             | 3425             |                  |
| --------------------------------------------- | ---------------- | ---------------- | ---------------- | ---------------- | ---------------- | ---------------- | ---------------- | ---------------- | ---------------- | ---------------- | ---------------- | ---------------- | ---------------- |
| Джерело:                                      |                  |                  |                  |                  |                  |                  |                  |                  |                  |                  |                  |                  |                  |